# بخش وینوکر
بخش وینوکر (به سوئدی: Vingåkers kommun) یک ناحیه شهری در سوئد است که در شهرستان سودرمانلاند واقع شده‌است.